# Chris Ward (cineasta)
Chris Ward es un director de películas pornográficas gay en Estados Unidos. En 1999 fue co fundador —junto con JD Slater— de Raging Stallion Studios, de los que ahora es presidente y director principal.
Chris Ward ha sido una figura influyente en la industria de cine para adultos, ha dirigido más de 100 películas. Las cuatro más importantes han sido
- Arabesque
- A porn star is born
- Sexus y
- Manifesto.

Su trabajo antes de Raging Stallion incluye películas dirigidas para Hot Sauce y Falcon Studios.
Tiene un Ph. D. en «Historia Latinoamericana» en la Universidad de Florida.
Actualmente Ward reside en San Francisco (California).

## Filmografía
- A pornstar is born
- Arabesque
- AssQuest1
- AssQuest 2
- Bedrock
- Bound
- Beaten & Banged
- Centurion Muscle
- Centurion Muscle 2
- Clash of the Zeus Men
- Construction Zone #1
- Construction Zone #2
- Construction Zone #3
- Cops Gone Bad
- Downright Dangerous
- Escape from San Francisco
- Fistpack #1
- Fistpack #2
- Fistpack #3
- Fistpack #4
- Fistpack #5
- Fistpack #6
- Fistpack #7
- Flogd & Fukt
- Gay Dreams
- Gay Dreams #2
- Hairy BoyZ
- Hairy BoyZ #2
- Hairy BoyZ #4
- Hairy Boyz #5
- Hairy Boyz #6
- Hard as Wood
- Hard at Work
- Hard Sex
- Heatstroke Highway,Hold Everything
- Hole Sweet Hole
- Hot Properties
- Induction
- Initiation & 2nd Initiation
- Lube Job,
- Manifesto
- More Manholes
- Nexus
- Nob Hill All Stars #1
- Packin' Loads
- Painful Endurance
- Party in the Rear
- Passport to Paradise
- Plexus!
- Plexus! HC
- Poke Prod Penetrate
- Pokin' in the Boy's Room
- Punishment Chamber
- Raiders of the Lost Arse
- Rear End Collision #1
- Rear End Collision #2
- Red Star
- Resort to Anything
- Sexus
- SexPack#1 Four Tight Tales
- SexPack#2 A Kinky Twist
- SexPack#3 Lewd Developments
- SexPack#4 Porn Noir
- SexPack#5 Dirty Deeds
- SexPack#6 Heavy Equipment
- SexPack#7 Pigs in Heaven
- SexPack#8 Sky's the Limit
- SexPack#9 Fire in the Hole
- SexPack#10 This End Up
- Stick it IN!
- Stoked #1
- Stoked #2
- Studs
- Take it Like a Man
- Team Players
- Terms of Endowment
- The Dirty Director
- The Shaft
- Toolbox#1 Drilled
- Toolbox#2 Hammered
- Toolbox#3 Screwed
- Tough as Nails
- Up the Stakes
- Your Masters